# Die Frauen und das Geheimnis

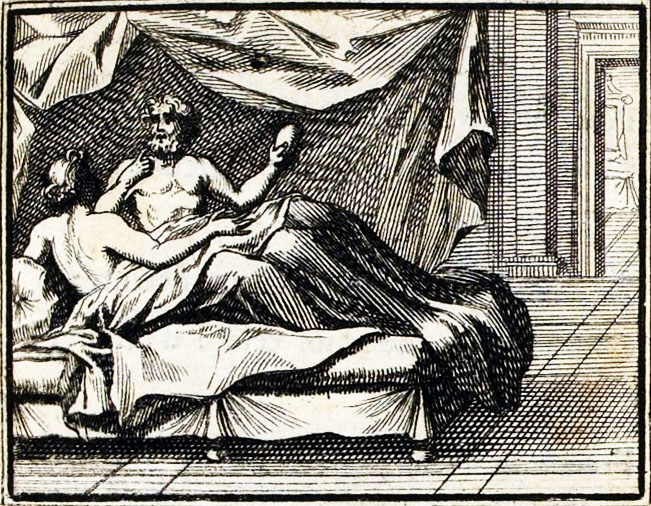
François Chauveau Les Femmes et le Secret

Die Frauen und das Geheimnis (französisch Les Femmes et le Secret) ist die sechste Fabel im achten Buch der Fabelsammlung von Jean de La Fontaine. Sie erzählt die Geschichte von einem Mann, der die Verlässlichkeit seiner Frau auf die Probe stellen wollte. Eines Nachts fing er an zu stöhnen und spielte seiner besorgten Frau vor, ein Ei zu legen. Er bat sie das Geheimnis für sich zu behalten, damit man ihn im Dorf nicht als Henne auslachen würde. Die Frau versprach dies, doch am nächsten Tag ging sie zur Nachbarin, um ihr das Geheimnis zu verraten, mit der Bitte es nicht weiterzuerzählen. Die Nachbarin versprach es, ging jedoch gleich zu den Nachbarinnen und erzählte, dass er drei Eier gelegt habe. So ging die Geschichte unter den Dorffrauen um, bis es schließlich hieß, der Mann habe hundert Eier gelegt.

## Interpretation
In der Geschichte wird das männliche Geheimnis verraten, um das Ansehen der Männer zu stärken, indem der schlechte Ruf der Frauen bestätigt wird und sie dem Spott ausgesetzt werden. Das Geheimnis ist keines und das Eierlegen ist vorgetäuscht; diese Unrichtigkeit und die Vortäuschung sind eigentlich nur eine Heimlichtuerei des Ehemanns. Indem die Frauen das Geheimnis nur unter sich teilen, schließen sie die Männer aus der Gruppe aus. Sie sind Opfer einer Mystifizierung, die von einem Mann begangen wird, der weiß, wie man ein Geheimnis bewahrt. Die Moral macht deutlich, dass Diskretion keine Eigenschaft der Frauen ist, sondern ein Aspekt männlicher Überlegenheit. Für Frauen ist es "schwierig", ein Geheimnis nicht preiszugeben, obwohl einige Frauen in der Lage sind, diese Schwierigkeit zu überwinden. Während die Mehrheit der Männer keine Probleme hat, Geheimnisse zu bewahren, gibt es Ausnahmen in Form von Männern, die "Frauen" sind (eierlegende Henne). Der Mann kann das Risiko eingehen, unter den Frauen den Ruf eines Huhnes und eines Weibs zu erlangen, weil sie erstens nur Frauen sind; er zweitens weiß, dass dieser Ruf falsch ist; und drittens er das wahre Geheimnis denen erzählen kann, die es zu schätzen wissen, also den Männern des Dorfes.